# Grenouille
Pour les articles homonymes, voir Grenouille (homonymie).
Taxons concernés
Dans l'ordre des Anura :
- dans la famille des Ranidae:
  - genre Rana (principalement)
  - genre Pelophylax
  - etc.
- et parmi les familles suivantes :
  - Arthroleptidae
  - Ceratophryidae
  - Cycloramphidae
  - Dicroglossidae
  - Eleutherodactylidae
  - Hemiphractidae
  - Hylidae
  - Leiopelmatidae
  - Microhylidae
  - Petropedetidae
  - Pipidae
  - Pyxicephalidae
  - Rhacophoridae
  - etc.

Le terme grenouille est un nom vernaculaire attribué à certains amphibiens, principalement dans le genre Rana. À un de ses stades de développement, la larve de la grenouille est appelée un têtard. Les grenouilles sont des quadrupèdes de l'ordre des anoures, tout comme les rainettes, qui sont en général plus vertes et arboricoles, les crapauds dont la peau est plus granuleuse et les xénopes strictement aquatiques. Tous ces termes usuels correspondent à des aspects extérieurs plus qu'à des classements strictement taxinomiques.
En Europe, parmi les espèces de grenouilles les plus connues figurent la Grenouille verte et la Petite grenouille verte, la Grenouille des champs, la Grenouille rousse et, en élevage, la Grenouille rieuse.
Certaines espèces comme la Grenouille-taureau d'Amérique du Nord, la Grenouille goliath d'Afrique ou Nyctimystes infrafrenatus (grenouille géante) sont remarquables pour leur très grande taille.
Il existe environ 3 800 espèces de grenouilles et crapauds qui subissent depuis le milieu du XXe siècle un déclin brutal, déroutant et alarmant.
Plusieurs espèces de grenouilles sont élevées pour consommer leurs cuisses, d'autres servent à l'expérimentation, d'autres encore sont parfois adoptées pour l'agrément.
Elles sont souvent évoquées dans les textes anciens et récents et présentes dans les représentations artistiques. La grenouille est aussi un personnage important du folklore populaire ou enfantin sous forme d'animal tantôt répugnant et maléfique ou, au contraire, magique et bénéfique, en particulier à travers le mythe du prince ou de la princesse transformés en grenouille (ou souvent en crapaud).

## Étymologie et nomenclature
La racine du mot « grenouille » vient du latin rana, voulant dire grenouille, et ranucula ou ranunculus, petite grenouille. Utilisé dès l'époque médiévale sous sa forme ancienne « renoille » ou « grenoille » au XIIIe siècle, le mot « grenouille » est attesté à partir du début du XVIe siècle. Le « g » initial ayant sans doute été ajouté par évocation du cri guttural de ces animaux.
Le mot « grenouille » est déjà présent dans les dictionnaires de français anciens en 1606. Dès sa première édition, en 1694, le Dictionnaire de L'Académie française en donne une définition surprenante : « Insecte (sic) qui vit ordinairement dans les marais ». Insecte est corrigé en « petit animal » dans la quatrième édition de 1762 avec comme précision « quadrupède et ovipare » dans sa sixième édition. Il faut attendre la huitième édition de 1932 pour que la grenouille soit mentionnée comme appartenant à « l'ordre des Batraciens » (désormais ordre des amphibiens).
Diderot et d'Alembert, dans l' Encyclopédie ou Dictionnaire raisonné des sciences, des arts et des métiers (1751 à 1772) décrivent d'abord la grenouille comme un « animal qui a quatre piés, qui respire par des poumons, qui n'a qu'un ventricule dans le cœur, & qui est ovipare », en distinguant les grenouilles aquatiques des rainettes arboricoles.
La grenouille coasse. Il ne faut pas confondre avec le cri du corbeau qui croasse.
Une grenouillette est une petite grenouille.
La larve de la grenouille s'appelle un têtard.

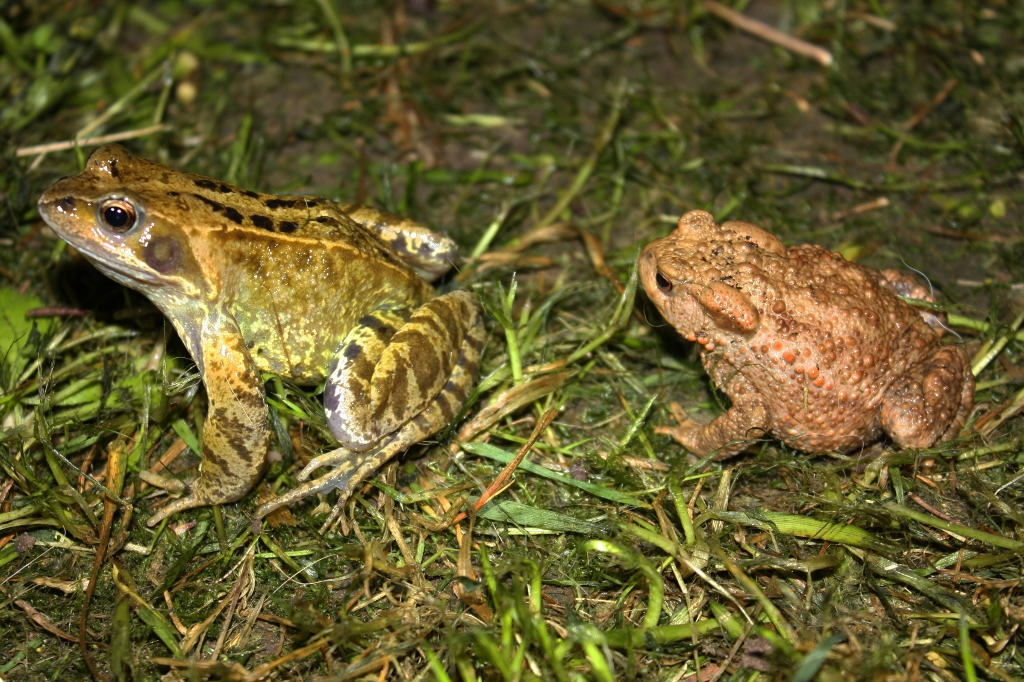
Une Grenouille rousse (Rana temporaria), à gauche, et un Crapaud commun (Bufo bufo), à droite.

Parmi les amphibiens, on distinguait autrefois spontanément les crapauds des grenouilles, nom donné à d'autres espèces d'anoures, les premiers étant caractérisés par une peau plus rugueuse, voire pustuleuse, un œil à pupille horizontale, un museau arrondi, des pattes plus courtes, une moindre capacité à sauter, une marche plus lente, et le fait qu'ils passent moins de temps dans le milieu aquatique que les grenouilles. Toutes les langues n'utilisent pas des dénominations particulières pour désigner les espèces d'anoures appelées en français sonneur, grenouille, rainette et crapaud. Certaines langues peuvent faire une distinction analogues comme l'anglais avec toad et frog, mais il n'y a pas forcément de correspondance pour une espèce; autrement dit, il est abusif de traduire systématiquement frog par grenouille.

## Noms vernaculaires et noms scientifiques correspondants
Liste alphabétique des noms vulgaires ou des noms vernaculaires attestés en français.

Note : certaines espèces ont plusieurs noms. L'abréviation « spp. » veut dire « les espèces »

Les classifications évoluant encore, certains noms scientifiques ont peut-être un autre synonyme valide.

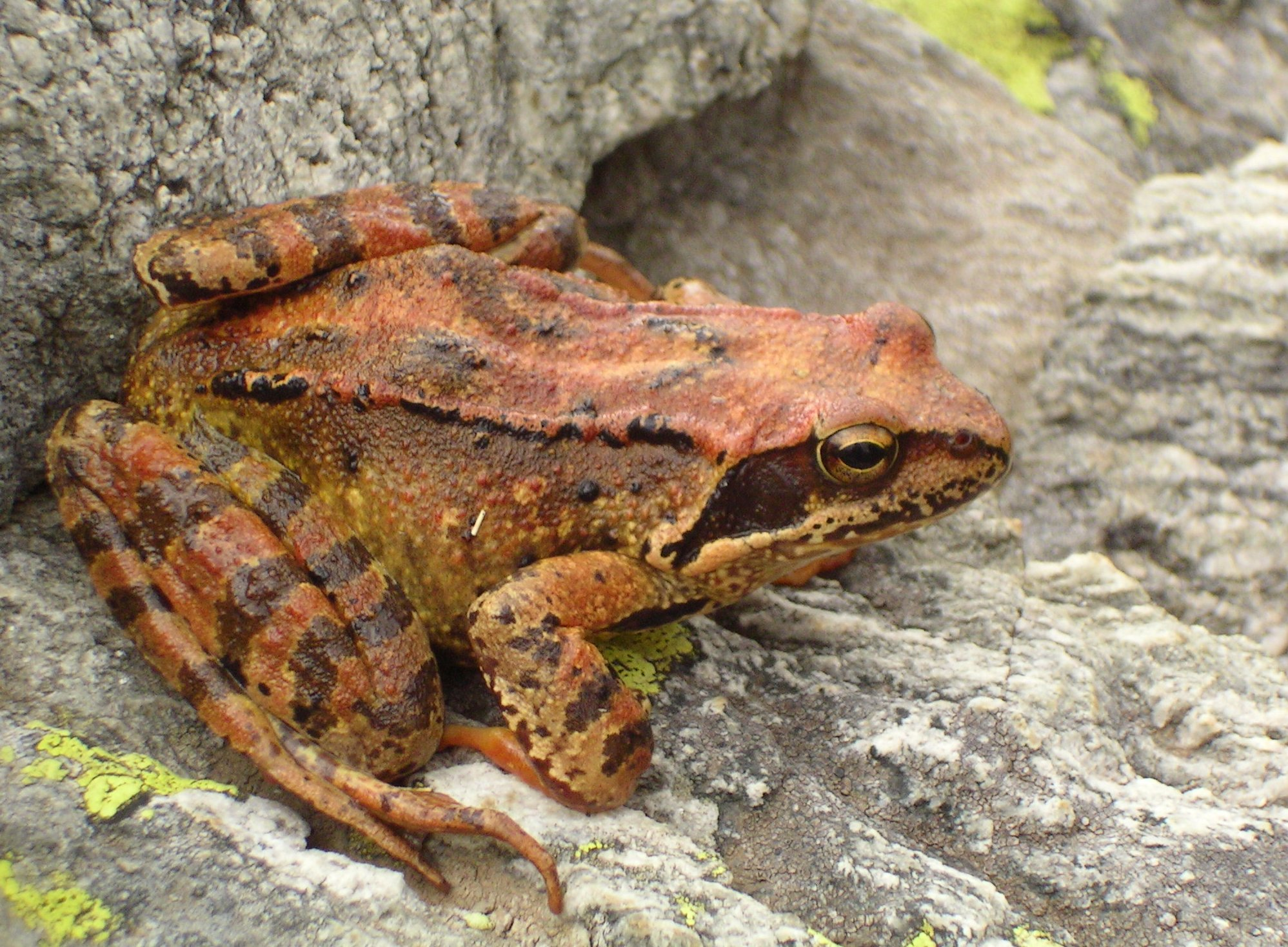
Grenouille rousse (Rana temporaria).

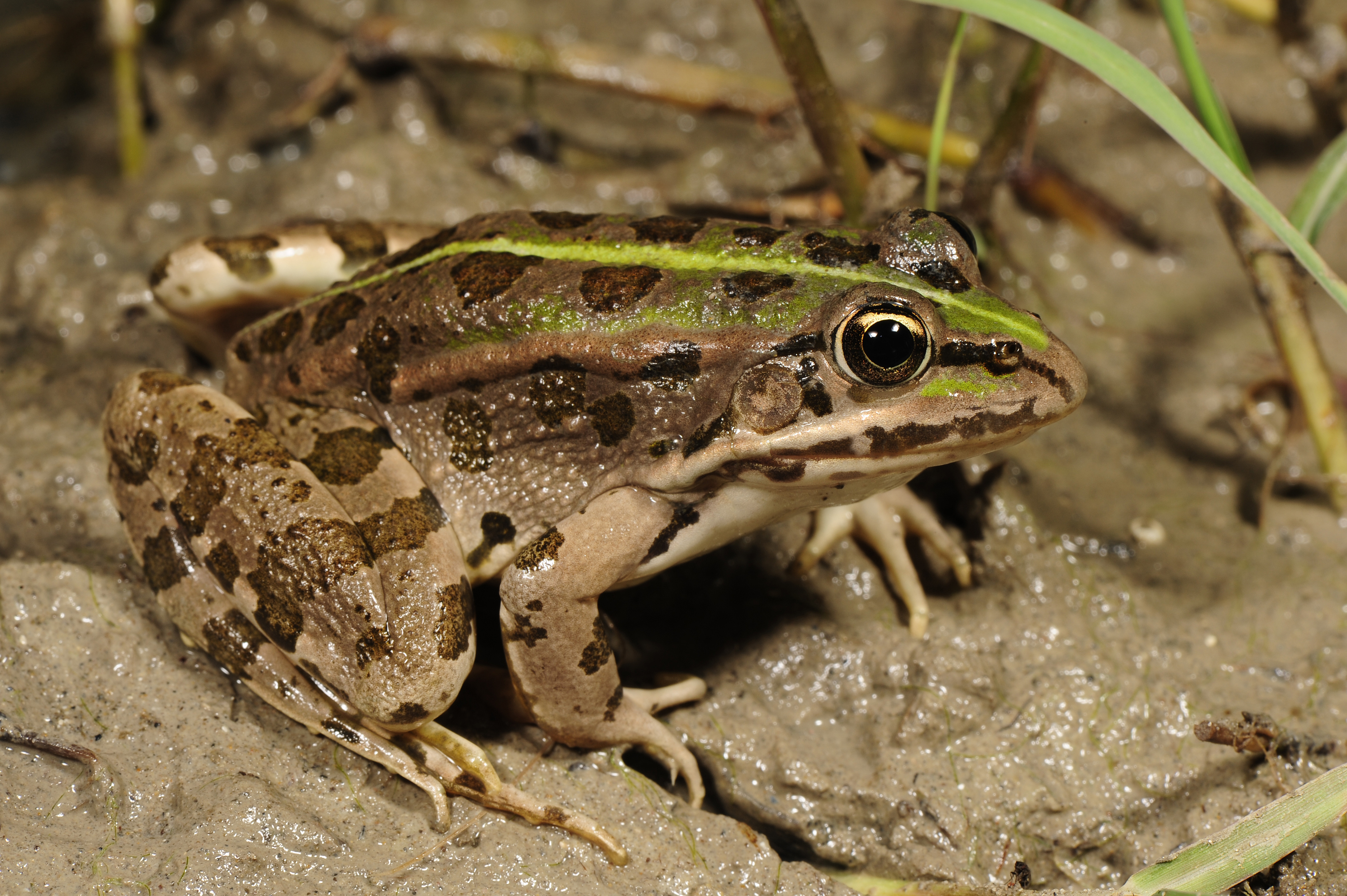
Grenouille épirote (Pelophylax epeiroticus).

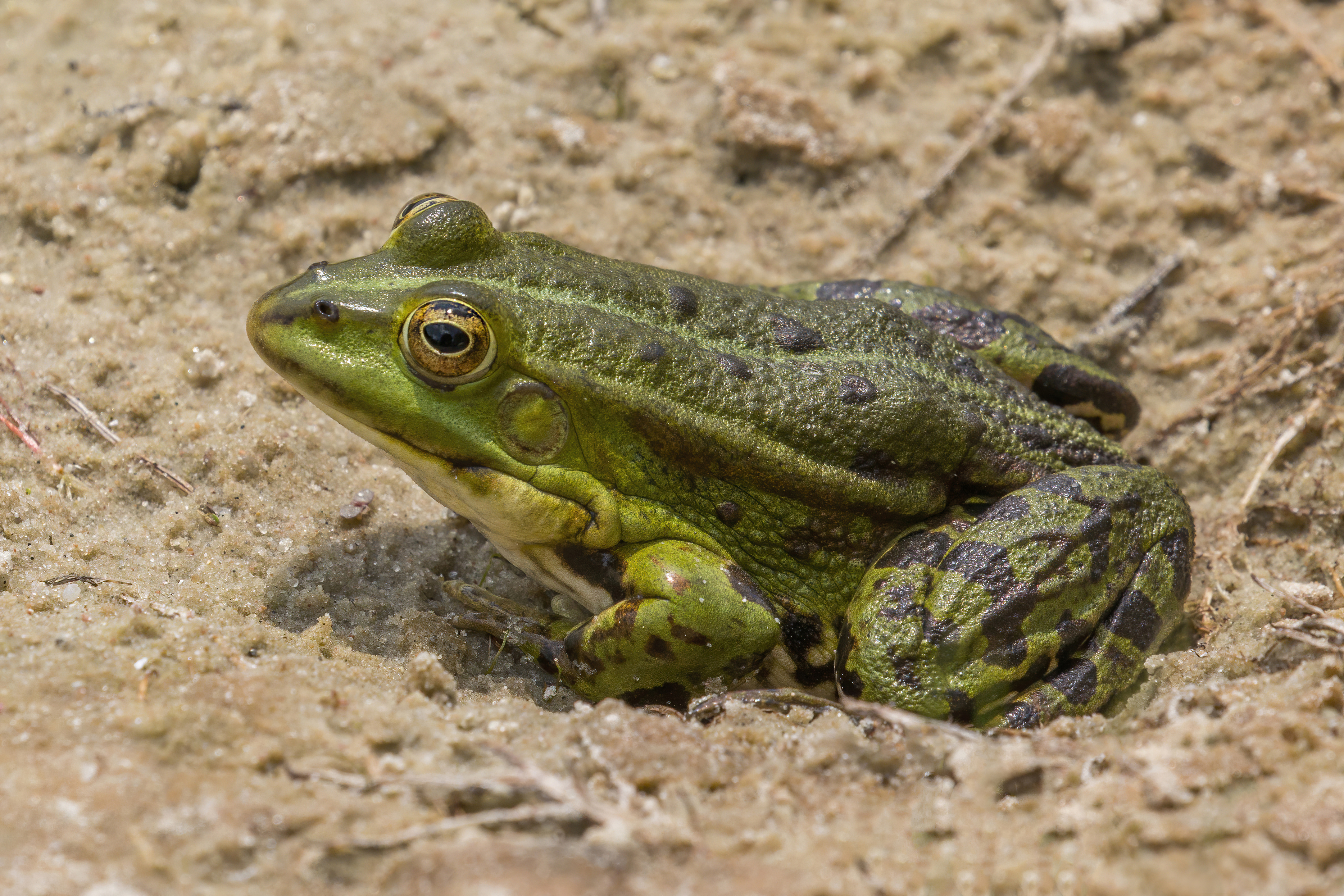
Grenouille rieuse (Pelophylax ridibundus).

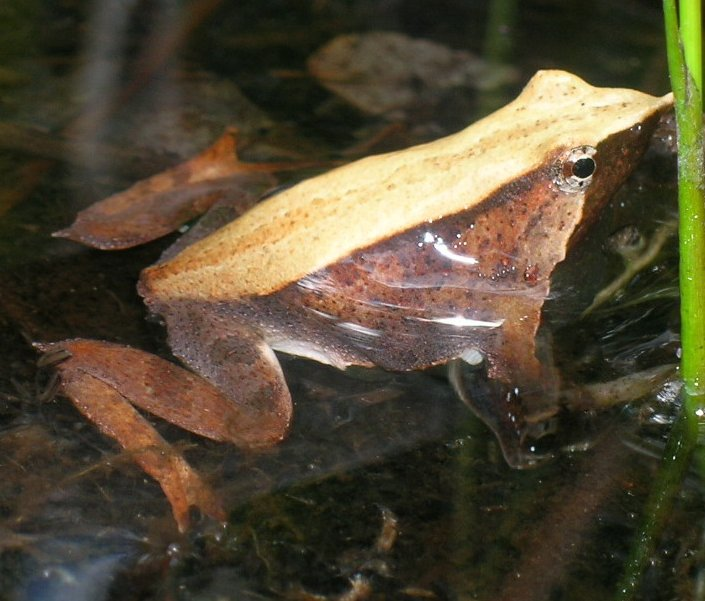
Grenouille de Darwin (Rhinoderma darwinii).

Grenouille épirote - Pelophylax epeiroticus9
- Grenouille agile - Rana dalmatina[9],[5]
- Grenouille d'Albanie - Pelophylax shqipericus[9]
- Grenouille arboricole - Hylidae spp. et Rhacophoridae spp.
- Grenouille arboricole d'Afrique - Leptopelis modestus[5]
- Grenouille des Balkans - Pelophylax kurtmuelleri[9]
- Grenouille de Berger - Rana bergeri[9]
- Grenouille des bois - Rana sylvatica[9]
- Grenouille des champs - Rana arvalis[9],[5]
- Grenouille des montagnes à pattes jaunes - Rana muscosa
- Grenouille du ciel - Rhacophorus omeimontis[5]
- Grenouille cornue - Ceratophrys ornata[5]
- Grenouille cornue des Salomon - Cornufer guentheri[5]
- Grenouille de Crète - Pelophylax cretensis[9]
- Grenouilles-criquet - Acris spp.[5] et Pseudacris spp.[5]
- Grenouille de Darwin - Rhinoderma darwinii[5]
- Grenouille épirote - Pelophylax epeiroticus[9]
- Grenouille-feuille - Phyllomedusa spp.[5]
- Grenouille fouisseuse
- Grenouille géante  - Conraua goliath et Litoria infrafrenata
- Grenouille géante du lac Titicaca - Telmatobius culeus[5]
- Grenouille Goliath - Conraua goliath[5]
- Grenouille de Graf - Rana kl. grafi[9]
- Grenouille grecque - Rana graeca[9]
- Grenouille ibérique - Rana iberica[9]
- Grenouille italienne - Rana italica[9]
- Grenouille de Karpathos - Pelophylax cerigensis[9]
- Grenouille de Lataste - Rana latastei[9]
- Grenouille de Lesson - Pelophylax lessonae[9],[5]
- Grenouille de Lessona - Pelophylax lessonae[9],[5]
- Grenouille léopard - Lithobates pipiens[9] et Rana utricularia[5]
- Grenouille à lèvres blanches - Hylarana albolabris[5]
- Grenouille des marais - Rana palustris[9]
- Grenouille maculée de Columbia - Rana luteiventris[10]
- Grenouille maculée de l'Orégon - Rana pretiosa[10]
- Grenouille marsupiale - Gastrotheca spp.[5]
- Grenouille-mouton - Hypopachus cuneus[5]
- Grenouille mugissante - Rana catesbeiana
- Grenouille du Nord - Rana septentrionalis[9]
- Grenouille oxyrhine - Rana arvalis
- Grenouille de Pérez - Pelophylax perezi[5]
- Grenouille pisseuse - Rana dalmatina
- Grenouille des Pyrénées - Rana pyrenaica[9]
- Grenouille-à-queue côtière - Ascaphus truei[10]
- Grenouille-à-queue des Rocheuses - Ascaphus montanus[10]
- Grenouille rieuse - Pelophylax ridibundus[9],[5]
- Grenouille rousse - Rana temporaria[9],[5]
- Grenouille des Seychelles - Sooglossus gardineri[5]
- Grenouille-taureau - Rana catesbeiana[9]
- Grenouille-taureau américaine - Rana catesbeiana[9]
- Grenouille-taureau d'Amérique du Nord - voir Grenouille-taureau américaine[5]
- Grenouille-taureau d'Afrique australe - Pyxicephalus adspersus[5]
- Grenouille-tigre - Hoplobatrachus tigerinus[5]
- Grenouille-tomate - Dyscophus antongilii[5]
- Grenouille d'Uzzell - Rana hispanica[9]
- Grenouille verte
- Grenouille vivipare de Porto Rico - Eleutherodactylus planirostris[5]
- Grenouille volante
- Petite grenouille verte - Pelophylax lessonae

- etc.

## Cycle de croissance

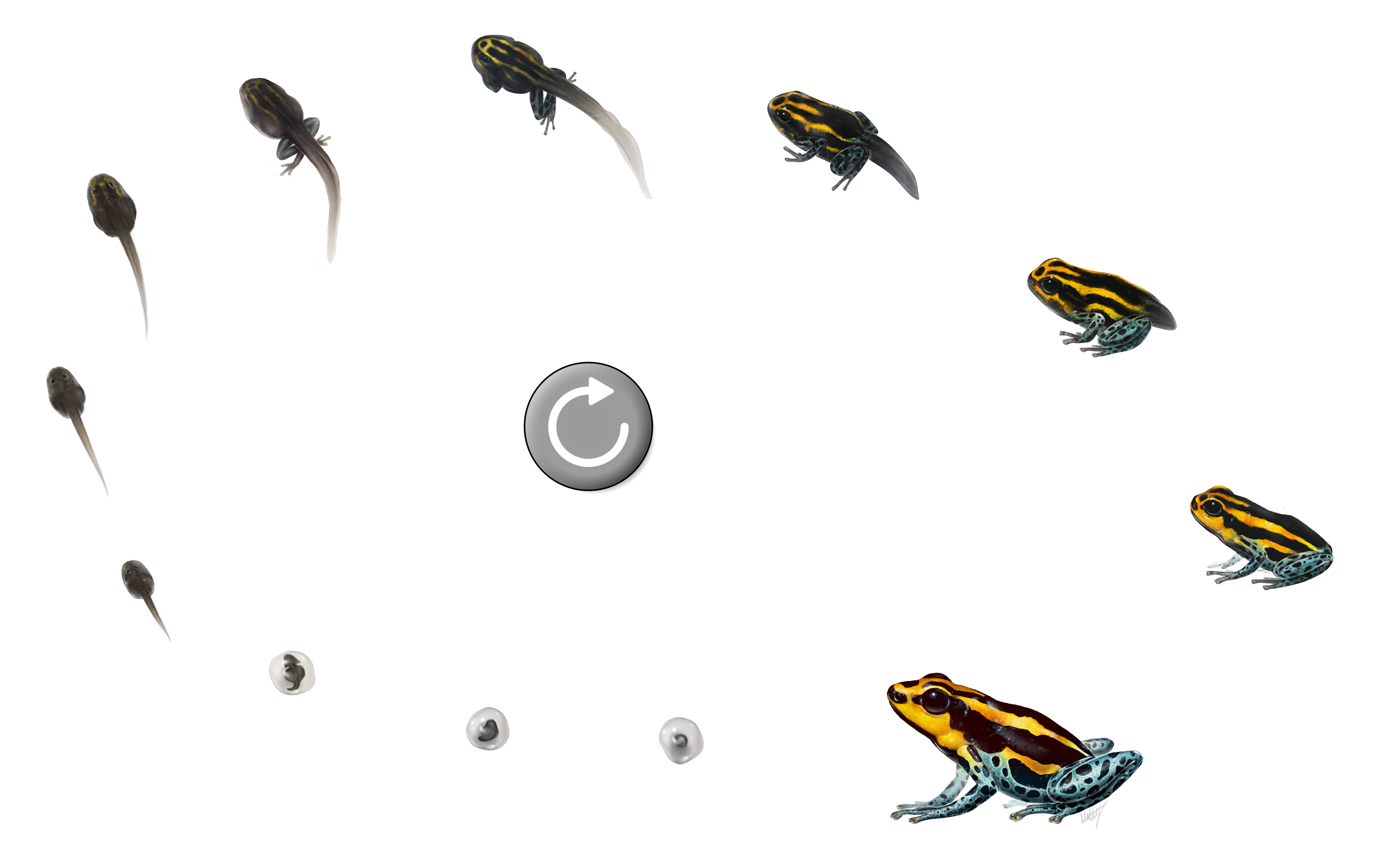
Cycle de croissance.

Le cycle de croissance d'une grenouille peut se décomposer en neuf étapes :
1. Avant l'éclosion
2. Larves juste après l'éclosion s'accrochant à des algues
3. Avec des branchies extérieures
4. Les branchies extérieures sont recouvertes et sont absorbées
5. Larves sans membres d'environ un mois avec des branchies internes
6. Têtard avec jambes arrières, d'environ deux mois
7. Avec les jambes avant qui paraissent
8. Avec les quatre jambes libres
9. Une jeune grenouille d'environ trois mois, montrant une absorption presque totale de la queue ainsi que le changement de la gueule de têtard en celle de grenouille.

## Utilisation par l'homme
La grenouille d'élevage est principalement produite pour sa chair. La race « Rivan 92 » de la grenouille rieuse est considérée comme domestique en France.

### Usage culinaire

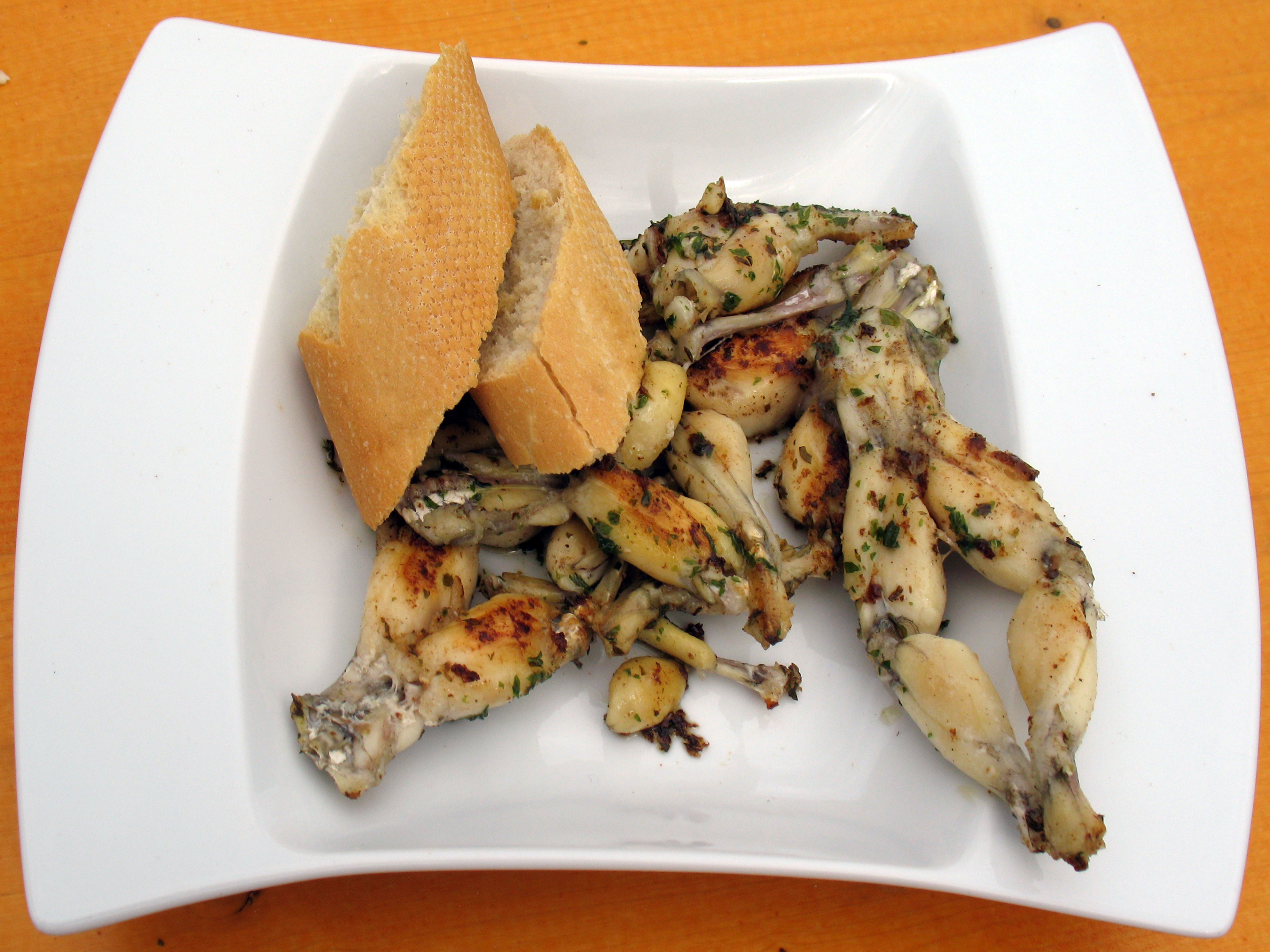
Cuisses de grenouille.

Toutes les grenouilles ne sont pas comestibles. Certaines espèces sont même toxiques et d'autres sont des espèces menacées de disparition dont les populations sont désormais protégées.
En cuisine française, ce sont les cuisses qui sont consommées. Les Français ont la réputation mondiale d'être des mangeurs de grenouilles, ce qui leur a valu leur surnom anglais de froggies, frog signifiant grenouille en anglais. Ainsi, on appelle « Vallée des grenouilles » un quartier de Londres, peuplé de beaucoup de Français.
 En Italie les Français sont parfois appelés les mangiarane, c'est-à-dire les « mangeurs de grenouilles ».
Traditionnellement, il s'agissait d'espèces locales, comme les grenouilles rousses (Rana temporaria) et les grenouilles vertes (Pelophylax kl. esculentus) désormais protégées à l'état sauvage en France, mais encore disponibles dans de rares élevages agréés. Elles ont été remplacées par des grenouilles asiatiques : grenouille-tigre (Hoplobatrachus tigerinus), Hoplobatrachus crassus et Ouaouaron (Lithobates catesbeianus) quand elles sont surgelées et Rana ridibunda pour les importations vivantes. D'autres pays d'Europe ou les États-Unis consomment également ces grenouilles d'importation.
Les autochtones au Cameroun mangent couramment Trichobatrachus robustus : chassé avec de longues lances, des machettes, et même parfois des armes à feu pour éviter ses griffes rétractiles, il finit alors au menu, rôti (entier). Dans les monts Rumpi, zone protégée à l'ouest du Cameroun, les autochtones en mangent les têtards, qui seraient assez gros.

### Animal de laboratoire
La grenouille est l'un des animaux utilisés couramment dans l'enseignement pour étudier par la dissection le système nerveux, l'appareil digestif ou l'appareil uro-génital.
Les espèces du genre Xenopus, qui ont pour certaines la rare particularité pour un animal d'être polyploïdes, sont utilisées comme modèle en laboratoire, notamment dans l'étude de l'embryogénèse et génétique du développement.

### Animal de compagnie
La grenouille fait partie des nouveaux animaux de compagnie (NAC).
On a par ailleurs relevé un cas d'apprivoisement de grenouille sauvage à Meudon au XIXe siècle ; il est détaillé par le naturaliste Louis Eugène Robert.

« Je croyais n'avoir rien à signaler en erpétologie ; cependant l'apprivoisement bien constaté d'une grenouille est un fait trop intéressant pour le passer sous silence. Voici un extrait de ce que M. Guérin Méneville, zoologue des plus distingués, a bien voulu me communiquer à ce sujet : 
 « Nous n'avions jamais entendu dire que la grenouille fût susceptible de s'apprivoiser, de venir à la voix, de se laisser toucher, de prendre de la mie de pain, quoique jouissant toujours de la plus complète liberté dans un grand bassin, en compagnie d'autres grenouilles et de nombreux poissons de la Chine ; c'est cependant ce que j'ai été à même de voir un grand nombre de fois, ainsi que beaucoup d'autres personnes. 
 « Lorsque madame Panckoucke, dont l'amabilité ne le cède en rien au mérite de l'artiste-peintre, assistait au déjeuner de ses poissons dorés, une belle grenouille verte ne tardait pas à paraître et à se pavaner au milieu d'eux, en cherchant à leur disputer quelques miettes. Madame Ernestine P....... l'appelait-elle doucement, la batracienne venait au bord du bassin, y appuyait ses pattes de devant, et attendait qu'on voulût bien lui donner un peu de mie trempée ; elle se laissait alors toucher et caresser par les dames dans les mains desquelles elle se glissait volontiers ; enfin, on pouvait la sortir de l'eau et la transporter assez loin sans qu'elle parût s'inquiéter ni chercher à fuir. »

— Louis Eugène Robert, Histoire et description naturelle de la commune de Meudon, 1843

## Grenouilles dans la culture

### Mythes bibliques

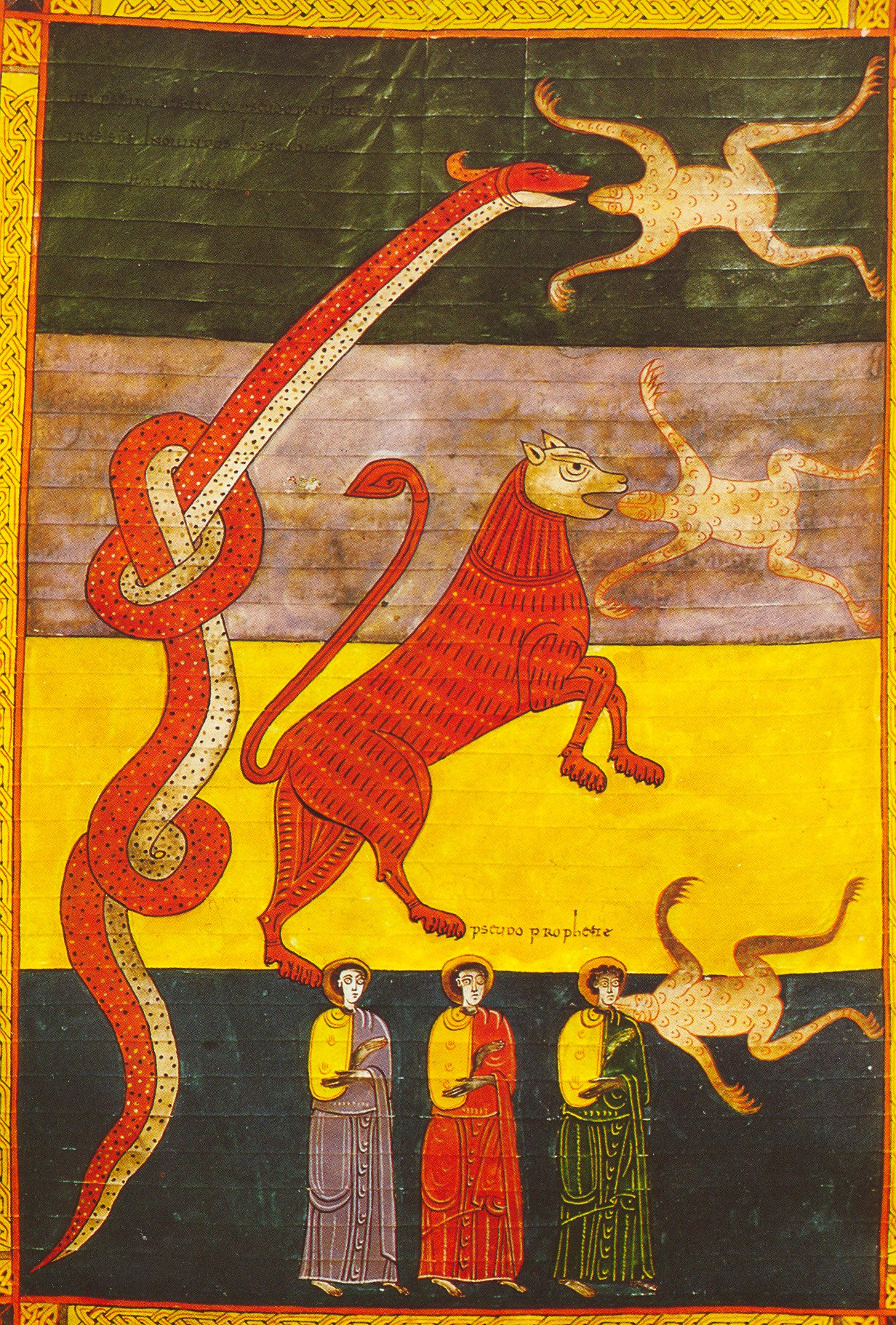
Beatus de Ferdinand Ier de Castille et Leon et la reine Sancha : les grenouilles sortent de la gueule de la Bête, du Dragon et de la bouche du Faux Prophète. Apoc. XVI, Enluminure sur parchemin, 1047, Bibliothèque nationale d'Espagne.

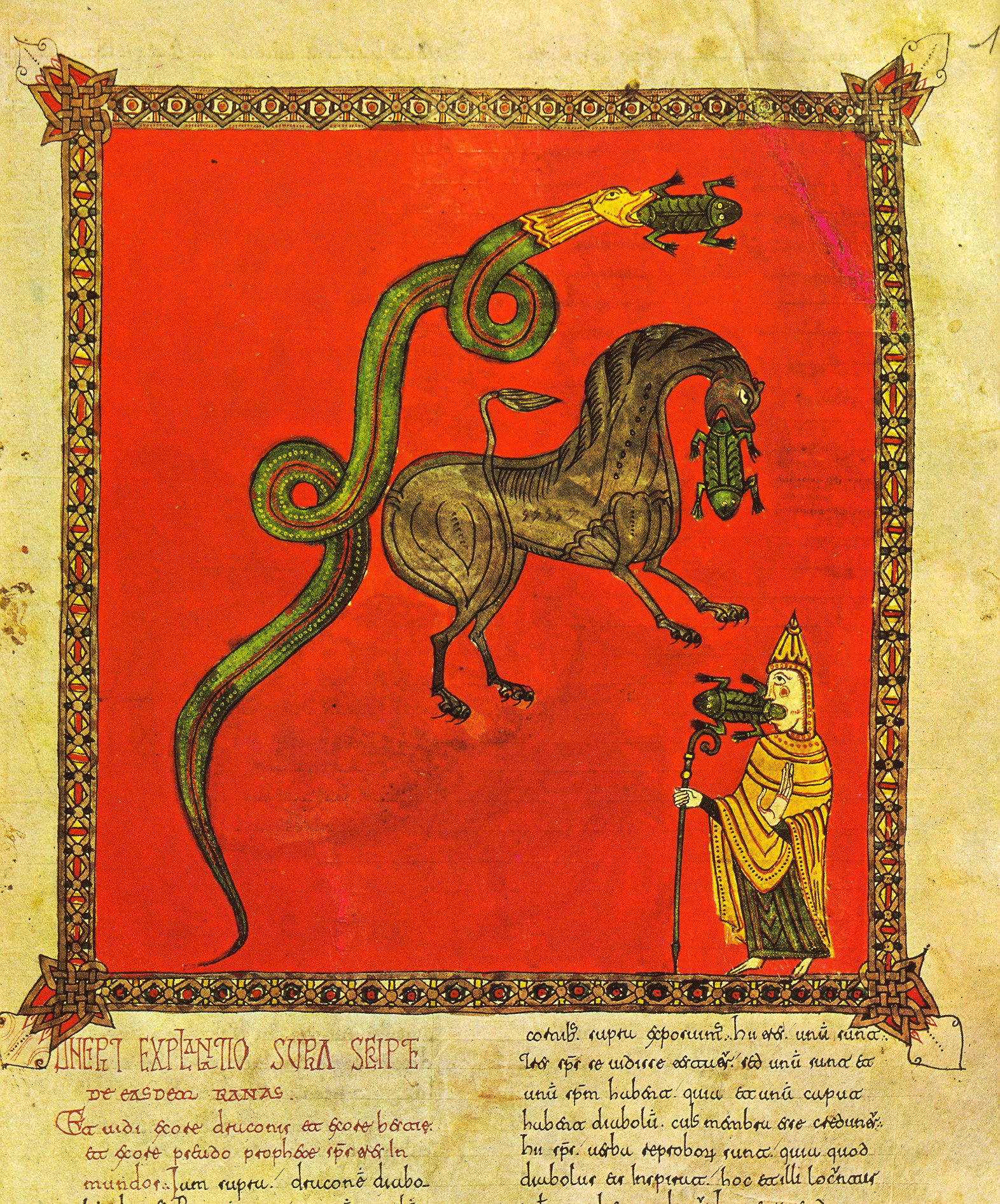
Beatus d'Osma : les grenouilles (Apocalypse), enluminure sur parchemin, 1086. Cathédrale de El Burgo de Osma.

Les grenouilles sont parfois présentes dans d'étranges phénomènes : les pluies d'animaux.
Dans la Bible, la deuxième des dix plaies d'Égypte est l'invasion des terres par des milliers de ces batraciens. D'après les scientifiques qui se sont penchés sur cet évènement, le phénomène pourrait s'expliquer par une sécheresse ou par l'empoisonnement des eaux du Nil. En effet, dans des situations de stress, ces animaux sont capables d'accélérer leur développement pour fuir plus vite leur milieu, d'où une explosion de leur nombre.
De ce fait, on peut lire dans la bible de nombreuses références négatives sur les grenouilles.

#### Exode
- 7 - 27 : Si tu refuses, toi, de le laisser partir, moi je vais infester de grenouilles tout ton territoire.
- 7 - 28 : Le Fleuve grouillera de grenouilles, elles monteront et entreront dans ta maison, dans la chambre où tu couches, sur ton lit, dans les maisons de tes serviteurs et de ton peuple, dans tes fours et dans tes huches.
- 7 - 29 : Les grenouilles grimperont même sur toi, sur ton peuple et sur tous tes serviteurs.
- 8 - 1 : Yahvé dit à Moïse : Dis à Aaron : Étends ta main avec ton bâton sur les fleuves, les canaux et les marais, et fais monter les grenouilles sur la terre d'Égypte.
- 8 - 2 : Aaron étendit la main sur les eaux d'Égypte, les grenouilles montèrent et recouvrirent la terre d'Égypte.
- 8 - 3 : Mais les magiciens avec leurs sortilèges en firent autant, et firent monter les grenouilles sur la terre d'Égypte.
- 8 - 4 : Pharaon appela Moïse et Aaron et dit : Priez Yahvé de détourner les grenouilles de moi et de mon peuple, et je m'engage à laisser partir le peuple pour qu'il sacrifie à Yahvé.
- 8 - 5 : Moïse dit à Pharaon : À toi l'avantage! Pour quand dois-je prier pour toi, pour tes serviteurs et pour ton peuple, afin que les grenouilles soient supprimées de chez toi et de vos maisons pour ne rester que dans le Fleuve?
- 8 - 7 : Les grenouilles s'éloigneront de toi, de tes maisons, de tes serviteurs, de ton peuple, et il n'en restera plus que dans le Fleuve.
- 8 - 8 : Moïse et Aaron sortirent de chez Pharaon, et Moïse cria vers Yahvé au sujet des grenouilles qu'il avait infligées à Pharaon.
- 8 - 9 : Yahvé fit ce que demandait Moïse, et les grenouilles crevèrent dans les maisons, dans les cours et dans les champs.

#### Psaumes
- 78 - 45 : Il leur envoya des taons qui dévoraient, des grenouilles qui les infestaient.
- 105 - 30 : Leur pays grouilla de grenouilles jusque dans les chambres des rois.

#### Sagesse
- 19 - 10 : Ils se souvenaient encore des événements de leur exil, comment la terre, et non des animaux, avait produit des moustiques, et comment le Fleuve, et non des êtres aquatiques, avait vomi une multitude de grenouilles.

#### L'Apocalypse
- 16 - 13 : Puis, de la gueule du Dragon, et de la gueule de la Bête, et de la gueule du faux prophète, je vis surgir trois esprits impurs, comme des grenouilles.

### Autres mythes

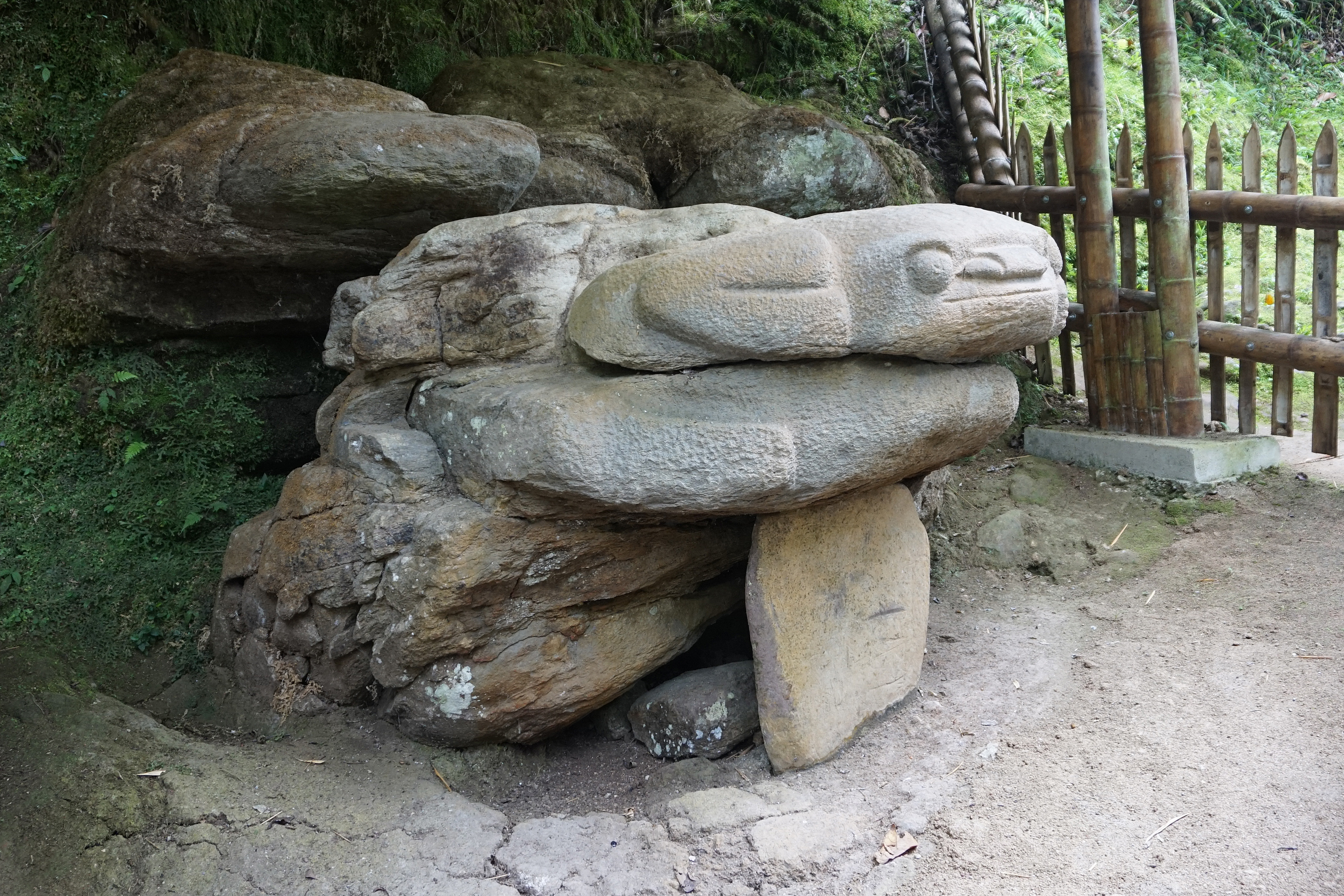
Sculpture zoomorphique d'une grenouille au parc archéologique de San Agustín en Colombie.

#### Grenouille météorologue
Un mythe populaire prête à la grenouille (une rainette verte) enfermée dans un bocal la capacité de prévoir les conditions météorologiques : si elle reste au fond et coasse, le temps est à la pluie, mais si elle monte, il fera beau. En réalité, il n'existe aucune corrélation entre ces faits.

#### Allégorie
L'allégorie de la grenouille utilise une prétendue observation du XIXe siècle sur le comportement d'une grenouille placée dans de l'eau chauffée doucement pour illustrer un phénomène d'accoutumance progressive conduisant à ne pas réagir à une situation grave. En pratique, les expériences montrent que la grenouille cherche au contraire à s'échapper alors que si elle est plongée directement dans l'eau très chaude elle meurt.

### Latone et les paysans lyciens
Latone (Léto), mère d’Apollon et de Diane, poursuivie par la colère de Junon en raison de ses relations illicites avec Jupiter, s’est retrouvée assoiffée sur les marges d’un fleuve en Lycie. Les paysans de ce pays voulant l’empêcher de s’abreuver, elle les a transformés en grenouilles. (Ovide, Métamorphoses, VI, 340-380.)

### Héraldique: blasons et armoiries
Les grenouilles sont très présentes dans l'art héraldique de plusieurs pays.

Rânes (France).
Épendes (Suisse).
Petersroda (en) (Allemagne).
Baloži (Lettonie).

### Vocabulaire
- L'aspect de la grenouille a donné le nom familier que portent les plongeurs sous-marins dans leur costume de plongée : Homme-grenouille.
- Grenouille de bénitier synonyme de bigoterie.
- Gosseux de poils de grenouille : familier, en québécois personne qui perd son temps dans des détails futiles.
- Piétement de siège en cuisse de grenouille : forme donnée au pied d'un meuble.

## Arts

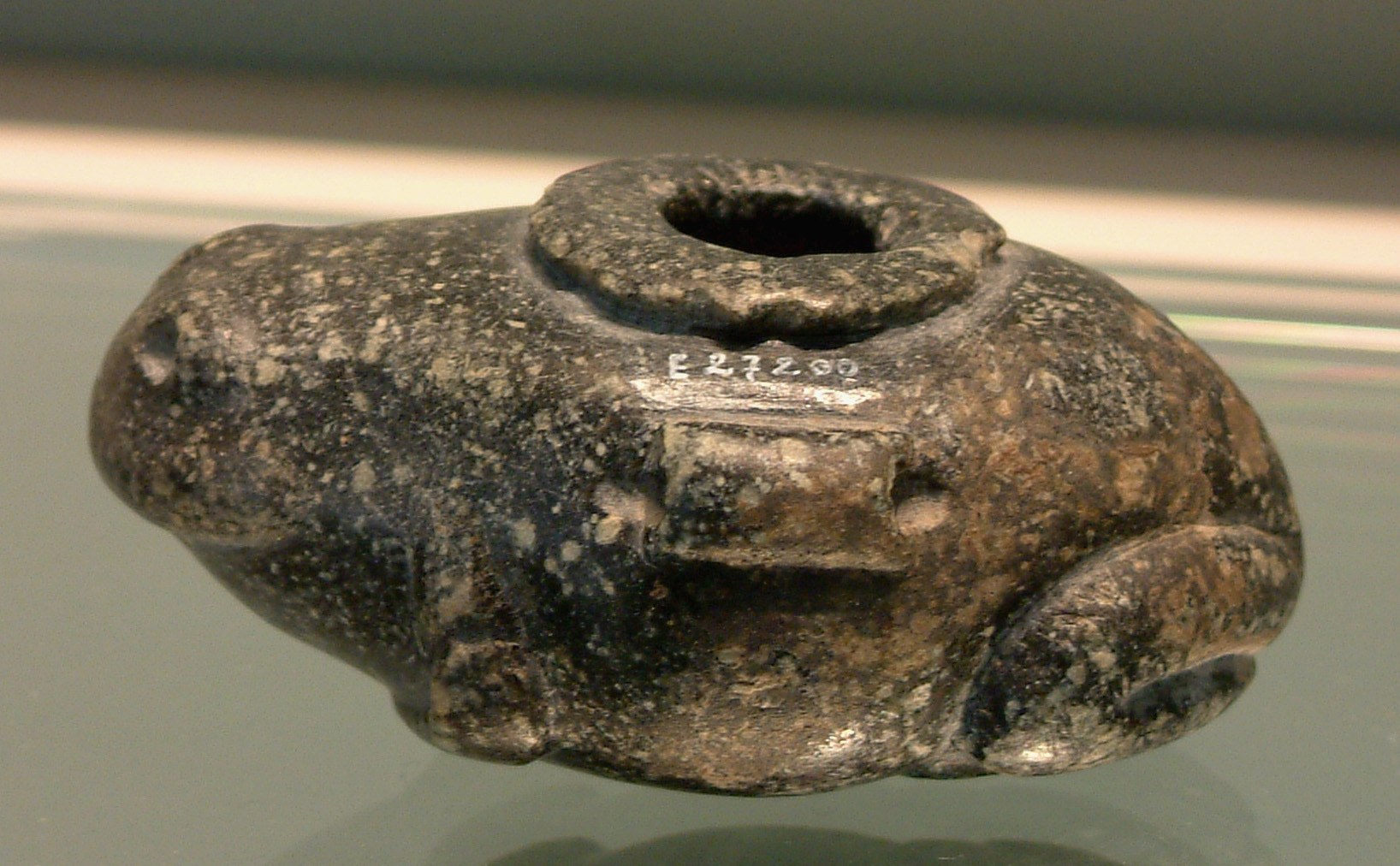
Grenouille. Chlorite. L'époque de Nagada, vers 4000 - 3100 av. J.-C. - Musée du Louvre : Sully ; 1er étage ; Antiquités égyptiennes ; Salle 20.

### Littérature
- le chœur des Grenouilles dans la comédie éponyme d'Aristophane ;

#### Contes

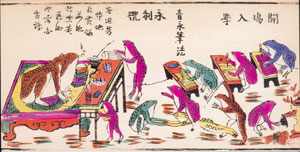
L'école des grenouilles, imagerie populaire vietnamienne.

Dans les contes, un prince ou une princesse ou une magicienne bienfaisante, transformés en grenouille (ou crapaud) par le sortilège d'un magicien ou d'une fée attendent qu'on les délivre de leur sort, en général par un baiser. Exemples : La Princesse-Grenouille, le Roi Grenouillet, etc.[réf. souhaitée]
Jean-Pierre Brisset a démontré par des calembours en français que l'homme descendait de la grenouille (coa = quoi ?).
- Le Roi Grenouille, conte des frères Grimm.

#### Musique
- Platée, de Jean Philippe Rameau
- La Grenouille de Lycie, de Stéphane Borrel

#### Fables
Fables de Jean de La Fontaine :

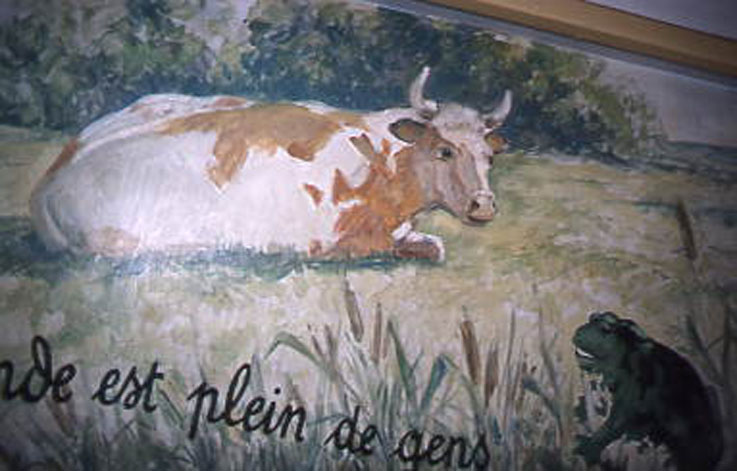
Fable : La Grenouille qui veut se faire aussi grosse que le bœuf.

- La Grenouille qui veut se faire aussi grosse que le bœuf (Livre I, fable III),
- Les Deux Taureaux et une grenouille (Livre II, fable IV)
- Le Lièvre et les Grenouilles (Livre II, fable XIV)
- Les Grenouilles qui demandent un Roi (Livre III, fable IV)
- La Grenouille et le Rat (Livre IV, Fable XI)
- Le Soleil et les Grenouilles (1668) (Livre VI, fable XII)
- Le Soleil et les Grenouilles (1692)